# 第109独立山岳強襲大隊 (ウクライナ陸軍)
第109独立山岳強襲大隊（だい109どくりつさんがくきょうしゅうだいたい、ウクライナ語: 109-й окремий гірсько-штурмовий батальйон）は、ウクライナ陸軍の大隊のひとつ。第10独立山岳強襲旅団隷下。

## 概要

### ドンバス戦争
2016年12月11日、第10独立山岳強襲旅団隷下の独立大隊としてイヴァーノ＝フランキーウシク州クリヒウツィーで創設され、2017年3月からドンバス戦争に投入された。
2018年8月24日、ペトロ・ポロシェンコ大統領から、第8独立山岳強襲大隊、第108独立山岳強襲大隊と共に軍旗を授与され、 第10独立山岳強襲旅団はウクライナ軍で隷下の全独立部隊が軍旗を授与された初めての部隊となった。

### ロシアのウクライナ侵攻

#### 北部キーウの戦い
2022年2月24日から、ロシアのウクライナ侵攻では、北部キーウ州キーウに配備され、4月にロシア軍はキーウから撤退した。

#### 東部シヴェルシクの戦い
2022年7月下旬、東部ドネツィク州バフムート地区シヴェルシクに配備されている。

## 編制
- 大隊本部（クリヒウツィー）
- 第1中隊
- 第2中隊
- 第3中隊
- 偵察小隊
- 工兵小隊
- 後方支援隊